# Jaraguá Esporte Clube
Jaraguá Esporte Clube é um clube brasileiro de futebol fundado em 1929 na cidade de Jaraguá, no estado de Goiás.
Em 2017, ao disputar a 3ª divisão do Campeonato  Goiano, o clube da Lendária Terra, classificou-se em segundo lugar no grupo, conquistando uma das vagas nas semi-finais.
A final, disputada em jogo único, foi realizada no dia 11 de Novembro de 2017 no estádio Amintas de Freitas, contra a Abecat Ouvidorense. O jogo terminou empatado, dando ao Jaraguá Esporte Clube o título de campeão invícto do Campeonato Goiano da Terceira Divisão de 2017.
Em 2019, conquistou o título da Divisão de Acesso e também o acesso inédito a elite do futebol goiano. Na segunda rodada do Campeonato Goiano de Futebol de 2020 venceu o Vila Nova no Estádio Onésio Brasileiro Alvarenga.
Seu principal rival é o Goianésia EC da cidade de Goianésia, que fica a 59 km de Jaraguá, o jogo entre Jaraguá X Goianésia é conhecido como clássico do Vale, por conta das duas cidades serem do Vale do São Patrício, no interior de Goiás.
Em 2021 o Jaraguá foi rebaixado no Campeonato Goiano.

## Títulos
| Estaduais | Estaduais                             | Estaduais | Estaduais  |
|           | Competição                            | Títulos   | Temporadas |
| --------- | ------------------------------------- | --------- | ---------- |
|           | Campeonato Goiano - Divisão de Acesso | 1         | 2019       |
|           | Campeonato Goiano da Terceira Divisão | 1         | 2017       |

## Estatísticas

### Participações
|  | Participações em 2024 |

| Competição | Competição        | Temporadas | Melhor campanha     | Estreia | Última | P | R |
| Goiás      | Campeonato Goiano | 2          | 3° colocado (2020)  | 2020    | 2021   |   | 1 |
| Goiás      | 2ª Divisão        | 4          | Campeão (2019)      | 2001    | 2023   | 1 | 1 |
| Goiás      | 3ª Divisão        | 3          | Campeão (2017)      | 2007    | 2024   | 1 |   |
| Brasil     | Série D           | 1          | 64° colocado (2021) | 2021    | 2021   | – |   |
| Brasil     | Copa do Brasil    | 1          | 1ª fase (2021)      | 2021    | 2021   |   |   |